# ヤニック・シナー
- ヤンニク・シンネル
- ヤニク・シネル
- ヤニク・シネア

ヤニック・シナー (Jannik Sinner, 英語発音: /ˈjænɪk ˈsɪnər/; 2001年8月16日 - ) は、イタリア・サン・カンディド出身の男子プロテニス選手。ATPランキング自己最高位はシングルス1位、ダブルス124位。これまでにATPツアーでシングルス20勝、ダブルス1勝を挙げている。身長191cm、体重77kg。右利き、バックハンド・ストロークは両手打ち。

## 選手経歴

### ジュニア時代
2歳半で初めてラケットを握り、3歳の頃にテニスを始めた。しかし、幼少期はイタリアスキーのジュニアチャンピオンに輝いた功績を持つほどスキーに熱中し、テニスに本格的に取り組むのは13歳になってからであった。

### 2019年 NextGenファイナルズ初優勝 トップ100入り
2月のベルガモ・チャレンジャーの決勝で、ロベルト・マルコーラを2-0で下し、2001年生まれ以降では初めてとなるATPチャレンジャーツアーシングルス初優勝を達成。3月にはITFフューチャーズのトレントとプーラで優勝した。
4月のハンガリー・オープンで予選を勝ち上がり本戦入りし、ATPツアーデビューを果たした。初戦はマーテー・ヴァルクスを2-1で下しATPツアー初勝利。2回戦ではラスロ・ジェレ相手に0-2で敗れた。翌週のオストラヴァ・チャレンジャーでキャリア2度目となるチャレンジャー決勝進出となったが、カミル・マイフシャクにストレート負けし準優勝となった。
5月のBNLイタリア国際でワイルドカードで本戦入りし、マスターズ1000初出場。1回戦でスティーブ・ジョンソンを2-1で下しマスターズ初勝利。2回戦でステファノス・チチパスに0-2で敗れた。ウィンブルドン選手権は予選1回戦でアレックス・ボルトに1-2で敗れ初戦敗退となった。8月初旬のレキシントン・チャレンジャーの決勝でボルトに2-1で勝利し、2回目のチャレンジャー優勝を果たした。同月下旬の全米オープンでは予選3試合を勝ち上がり、グランドスラム本戦初出場を果たした。1回戦で第23シードのスタン・ワウリンカに1-3で敗れた。

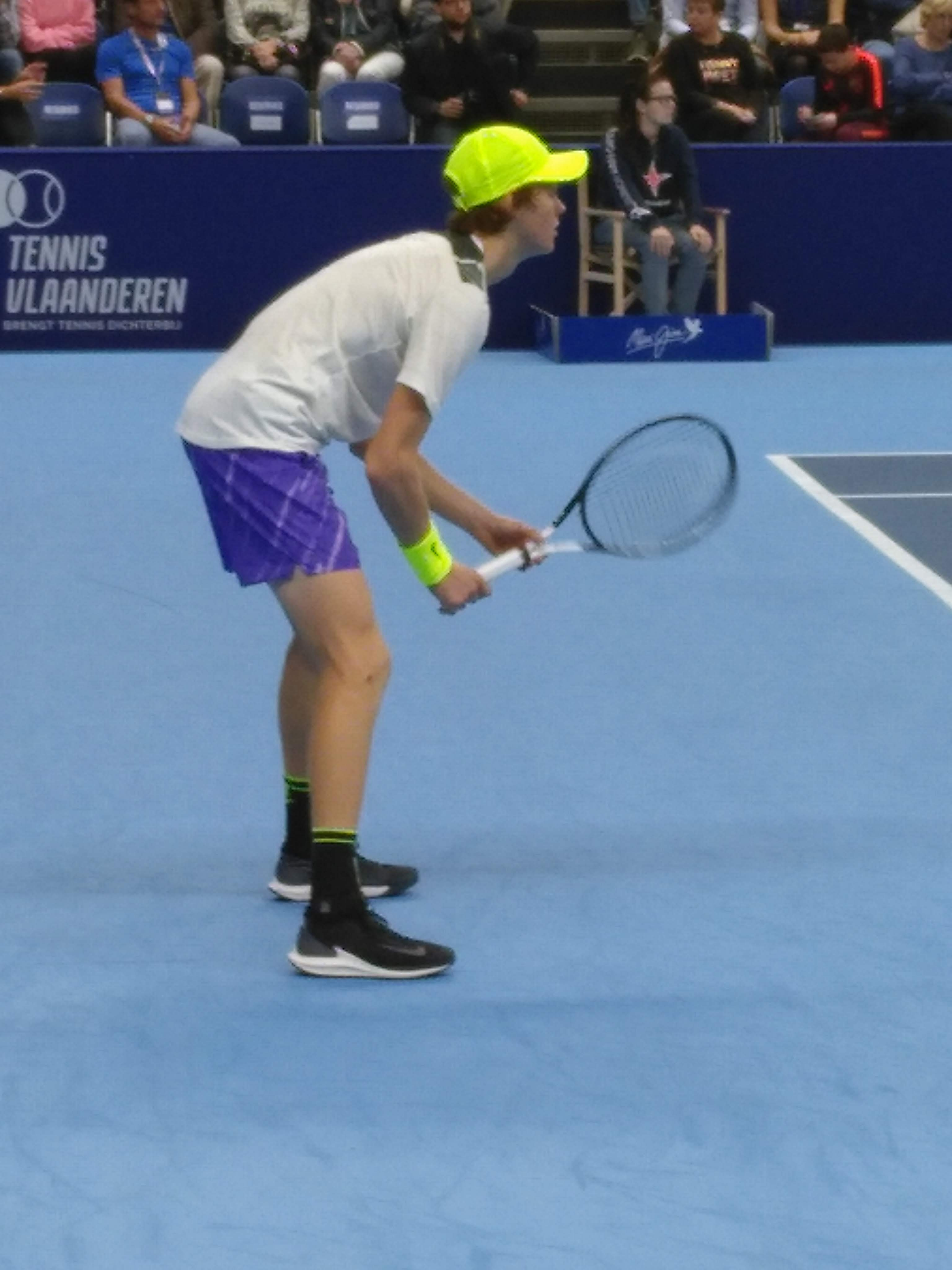
2019年ヨーロピアン・オープンでのヤニック・シナー

10月のヨーロピアン・オープンでは2回戦でガエル・モンフィスを2-0で破り、対トップ50初勝利を挙げた。この大会では準決勝進出を果たしたが、ワウリンカにストレート負けした。翌週のエルステ・バンク・オープン1回戦でフィリップ・コールシュライバーを下したことにより、シングルス世界ランクトップ100入りを果たした。
11月初旬のNext Gen ATPファイナルズではワイルドカード出場し、決勝進出。決勝ではアレックス・デミノーをストレートで下し優勝した。

### 2020年 ツアー初優勝 トップ50入り
全豪オープンでは初戦のマックス・パーセルをストレート勝ちし、グランドスラム初勝利を挙げた。2回戦はマートン・フチョビッチにストレート負けした。2月のABNアムロ世界テニス・トーナメントでは2回戦でダビド・ゴファンを2-0で下し対トップ10初勝利を挙げた。
新型コロナウイルス感染症の世界的流行によるツアー中断中、7月のbett1 ACES（エキシビション）に参加。第一トーナメントでは、準々決勝のトミー・ハースを2-1で下したが、準決勝のドミニク・ティームに0-2で敗れた。続く第二トーナメントでは、準々決勝のカレン・ハチャノフ、準決勝のロベルト・バウティスタ・アグートをともに2-0で下したが、決勝で再びティームと対戦して0-2で敗れた。
9月の全米オープン、1回戦のハチャノフにセットカウント2-0でリードしていたものの、逆転負けを喫した。BNLイタリア国際の2回戦では当時6位のステファノス・チチパスにフルセットで勝利、同大会は3回戦のグリゴール・ディミトロフにフルセットで敗れた。
10月の全仏オープンでは、1回戦で第11シードのゴファンを、4回戦で世界ランク7位のアレクサンダー・ズベレフを破り、ベスト8進出を果たした。この全仏ベスト8入りは2006年のノバク・ジョコビッチ以来の若さである。また全仏初出場ベスト8も2005年のラファエル・ナダル以来である。準々決勝では第2シードのナダルにストレートで負けた。同月行われたbett1HULKS選手権では準決勝アレクサンダー・ズベレフに0-2で敗れベスト4。
11月のソフィア・オープンではヒュースラー、デミノー、マナリノらを下し、ATPツアーで初めて決勝進出。決勝ではバセク・ポスピシルにフルセットの末勝利し、ツアー初優勝を達成した。

### 2021年 マスターズ準優勝 ATPファイナルズ初出場 トップ10入り
1月にアデレードのエキシビジョンマッチに参加。クライノビッチとジョコビッチとそれぞれ1セットマッチで対戦したが、それぞれ3-6, 3-6で敗れた。2月にメルボルンで行われたグレート・オーシャン・ロード・オープンではブキッチ、ベデネ、ケツマノビッチを全て2-0で下すと、準決勝はハチャノフと対戦。3時間を超えるフルセットゲームの末、7-6, 4-6, 7-6でシナーが勝利した。決勝ではトラヴァーリャを7-6, 6-4で下し、ATPツアー2勝目を挙げた。19歳でのツアー2勝目はアレクサンダー・ズベレフ以来である。
全豪オープンでは1回戦で第11シードのデニス・シャポバロフと初対戦して、フルセットの末に敗退。マッチ連勝が10でストップした。3月のマイアミ・オープンではカレン・ハチャノフらを敗った後、準決勝でロベルト・バウティスタ・アグートを下し、初のATPマスターズ1000決勝進出を果たした。しかし、決勝ではフベルト・フルカチュに6-7(4), 4-6で敗れ、準優勝に留まった。

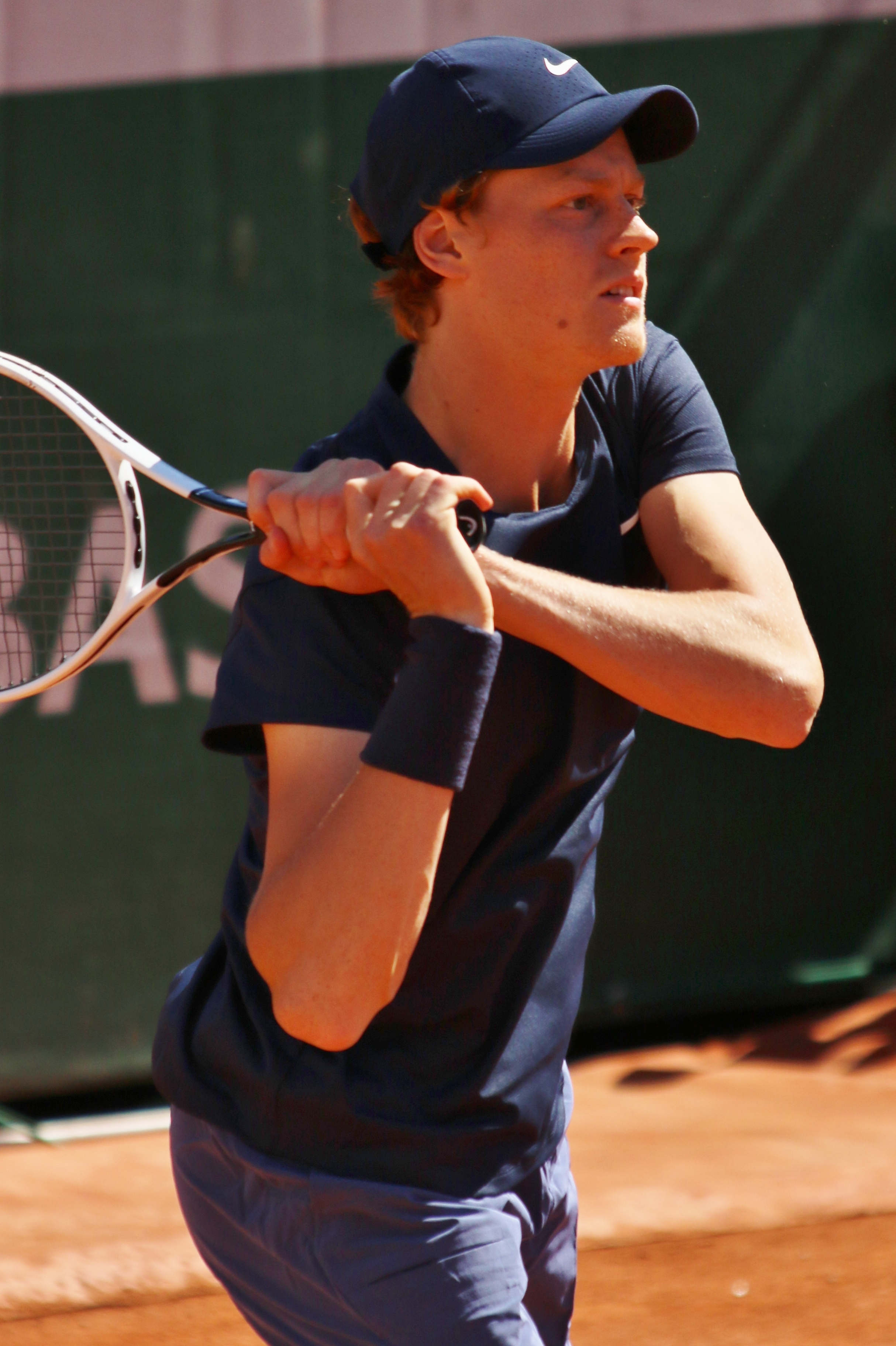
2021年全仏オープンでのヤニック・シナー

全仏オープンでは4回戦まで進出したが、ラファエル・ナダルに敗れた。ウィンブルドンでは初の本戦入りを果たしたが、1回戦でマートン・フチョビッチに敗れた。ライリー・オペルカと組んだアトランタ・オープンでは決勝でスティーブ・ジョンソン (テニス選手) /ジョーダン・トンプソン組を破り、ダブルスツアー初優勝を果たした。シティ・オープンでは第5シードとして決勝までにエーミル・ルースヴオリ、セバスチャン・コルダ、ジェンソン・ブルックスビーなどの他の若手を下した。決勝でマッケンジー・マクドナルドを破り、ツアー3勝と初のATPツアー500タイトルを獲得。同トーナメント史上初のイタリア人優勝者であり、最年少のATPツアー500と最初の10代のチャンピオンを記録。2021年8月9日に世界ランキング15位を更新。
全米オープンでは3回戦でガエル・モンフィスを7-6(1), 6-2, 4-6, 4-6, 6-4のフルセットで下し、初の4回戦進出。4回戦ではズベレフに6–4, 6–4, 7–6(7)のストレートで敗れた。昨年ツアー初優勝を飾ったソフィア・オープンでは第1シードで出場し、決勝で全米オープンで対戦したモンフィスと再戦して勝利。同大会2連覇を達成し、ツアー4勝目を挙げた。
BNPパリバ・オープンでは3回戦でテイラー・フリッツにストレートで敗れた。ヨーロピアン・オープンでは第1シードとして出場し、1回戦で同郷のムゼッティをストレートで下すと、決勝まで1セットも落とさず勝ち上がり、決勝ではディエゴ・シュワルツマンを6-2, 6-2と圧倒しツアー5勝目を挙げた。11月になると世界ランキング9位を記録し、初のトップ10入りを果たした。パリ・マスターズでは初戦でスペインの新鋭カルロス・アルカラスに敗れた。
Nitto ATPファイナルズはレースランキングで9位になり、出場資格を獲得できなかったが、同ランキング6位の同胞マッテオ・ベレッティーニが第1試合を途中棄権したのちに大会を棄権したため、代役として初出場を果たした。「レッド・グループ」に入り、フベルト・フルカチュに勝利したが、ダニール・メドベージェフに敗れ、1勝1敗でラウンドロビン敗退。年間最終ランキングは10位。
デビスカップ・ファイナルズにイタリア代表として出場。ラウンドロビンではアメリカのジョン・イズナー、コロンビアのダニエル・エラヒ・ガランをそれぞれストレートで下した。準々決勝でクロアチアと対戦し、マリン・チリッチに勝利するも、ファビオ・フォニーニと組んで出場したダブルスはニコラ・メクティッチ/マテ・パビッチ組に敗れ、ベスト8敗退となった。

### 2022年 全豪・ウィンブルドン・全米ベスト8
ATPカップではイタリア代表として初出場。単複で活躍して、フランスとオーストリアに勝利するもロシア代表に敗れ、ラウンドロビン敗退。
全豪オープンでは第11シードで出場して、1回戦でジョアン・ソウザ、2回戦ではスティーブ・ジョンソン (テニス選手) 、3回戦ではダニエル太郎、4回戦では第32シードのアレックス・デミノーを破り、全豪オープン初のベスト8入り。準々決勝では第4シードのステファノス・チチパスに3-6, 4-6, 2-6のストレートで敗れた。ドバイ・テニス選手権では準々決勝ではアンディ・マリーを下してホベルト・ホルカシュに敗れた。第11シードで迎えたBNPパリバ・オープンでは4回戦まで進出したがニック・キリオス戦を前に体調不良のために棄権したが、続くマイアミ・オープンでは4回戦でキリオスを下してリベンジを果たして、ベスト8入り。準々決勝ではフランシスコ・セルンドロ戦で1-4の時点で途中棄権。

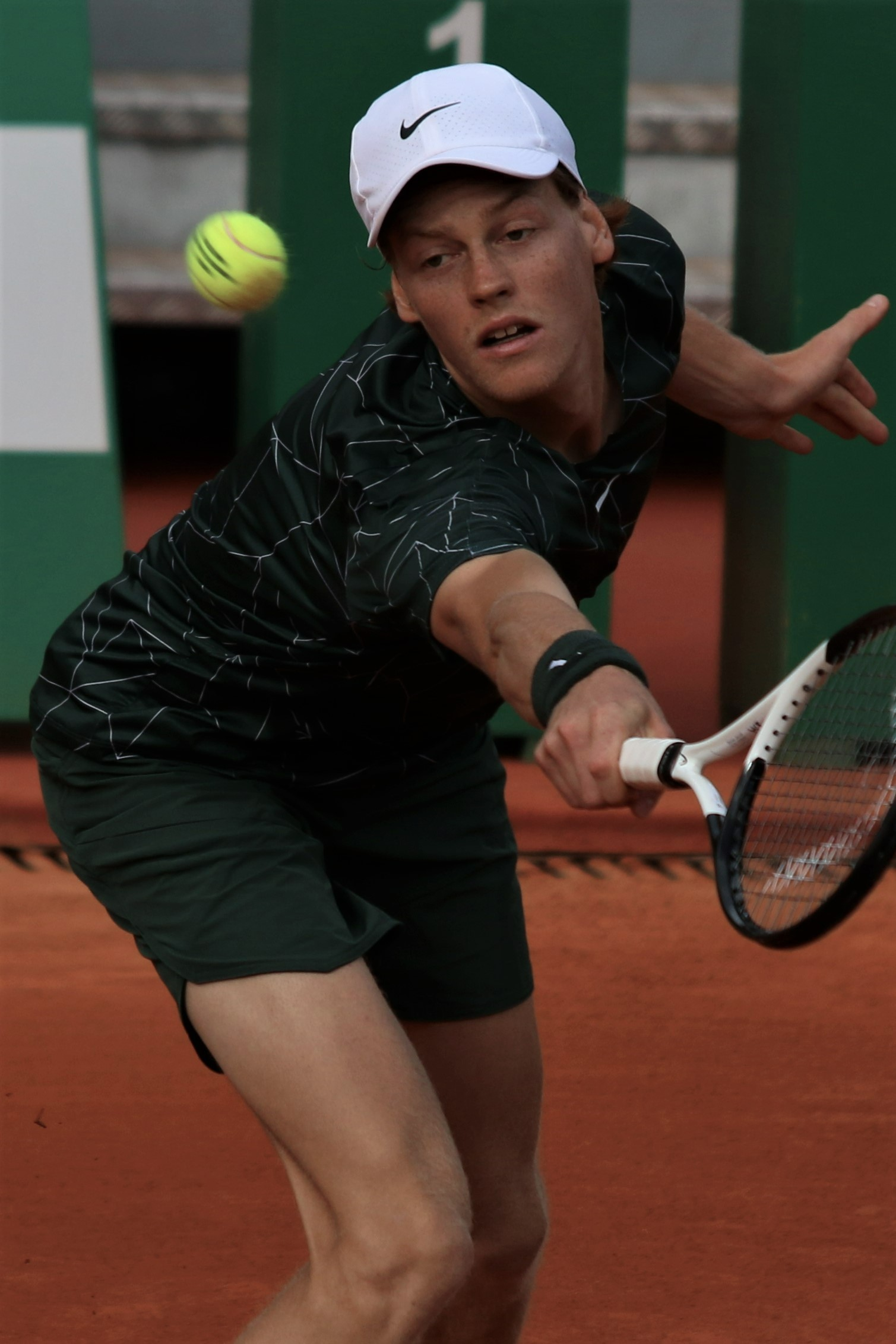
2022年モンテカルロ・マスターズでのヤニック・シナー

クレーシーズンに入り、モンテカルロ・マスターズでベスト8入り。準々決勝でアレクサンダー・ズベレフに7-5, 3-6, 6-7(5)で敗れた。マドリード・オープンでは3回戦でフェリックス・オジェ＝アリアシムに1-6, 2-6で敗退。BNLイタリア国際ではベスト8入りするも、準々決勝でステファノス・チチパスに6-7(5), 2-6で敗退。第11シードとして迎えた全仏オープンでは4回戦で第7シードのアンドレイ・ルブレフに6-1, 4-6, 0-2の時点で途中棄権をして、ベスト8入りを逃した。
芝シーズンに入り、イーストボーン国際ではトミー・ポールに初戦敗退するも、2022年ウィンブルドン選手権では第10シードとして出場し、1回戦でスタン・ワウリンカを7-5, 4-6, 6-3, 6-2で破り、大会初勝利を挙げた。2回戦ではマイケル・イマーを6-4, 6-3, 5-7, 6-2、3回戦では第20シードのジョン・イズナーを6-4, 7-6(4), 6-3で下して、4回戦ではお互い初のベスト8入りをかけて第5シードのスペインの新鋭カルロス・アルカラスと対決し、6-4, 6-1, 6-7(8), 6-3で勝利し、ウィンブルドン選手権初のベスト8入りを果たした。準々決勝では第1シードのノバク・ジョコビッチと対決して、7-5, 6-2, 3-6, 2-6, 2-6の2セットを先取するも、フルセットの末に敗れた。
クロアチア・オープンでは決勝でアルカラスを6-7(5), 6-1, 6-1の逆転で下し、ツアー6勝目を挙げた。ナショナル・バンク・オープンではパブロ・カレーニョ・ブスタ、ウエスタン・アンド・サザン・オープンではオジェ＝アリアシムにそれぞれ3回戦で敗退。そして迎えた全米オープンでは第11シードとして出場。準々決勝で第3シードのアルカラスと対決するも、3-6, 7-6(7), 7-6(0), 5-7, 3-6の5時間に及ぶフルセット熱戦の末に敗れた。今大会でベスト8入りしたことで、全グランドスラムでベスト8入りを記録した。
10月のソフィア・オープンでは準決勝でのホルガ・ルーネ戦中に足を捻ったことで7-5, 4-6, 2-5の時点で棄権した。同月末のエルステ・バンク・オープンで復帰してベスト8入り。準々決勝でダニール・メドベージェフに4-6, 2-6で敗れた。パリ・マスターズではマルクアンドレア・ヒュースラーに2-6, 3-6のストレートで初戦敗退。年間最終ランキングは15位。

### 2023年 マスターズ初優勝 ATPファイナルズ準優勝 デビス杯初優勝 世界4位
1月、全豪オープンでは第15シードとして出場。1回戦ではカイル・エドマンドを6-4, 6-0, 6-2、2回戦ではトマス・マルティン・エチェベリーを6-3, 6-2, 6-2、3回戦でのマートン・フチョビッチ戦では4-6, 4-6, 6-1, 6-2, 6-0のフルセットで下す。4回戦では第3シードのステファノス・チチパスと対決して、4-6, 4-6, 6-3, 6-4, 3-6のフルセットで敗れた。
2月、南フランス・オープンでは決勝でマキシム・クレッシーを7-6(3), 6-3のストレートで下して、ツアー8勝目を挙げた。翌週のABNアムロ・オープンでも決勝進出。決勝ではダニール・メドベージェフに7-5, 2-6, 2-6で敗れ、準優勝。
3月、BNPパリバ・オープンでは4回戦でスタン・ワウリンカを6-1, 6-4、準々決勝ではテイラー・フリッツを6-4, 4-6, 6-4で下してベスト4進出。準決勝ではカルロス・アルカラスに6-7(4), 3-6のストレートで敗れたが、続くマイアミ・オープンでの準決勝ではアルカラスを6-7(4), 6-4, 6-2の逆転で下して、ATPマスターズ1000では2年ぶり2度目の決勝進出して、決勝でメドベージェフに5-7, 3-6のストレートで敗れ、準優勝となった。

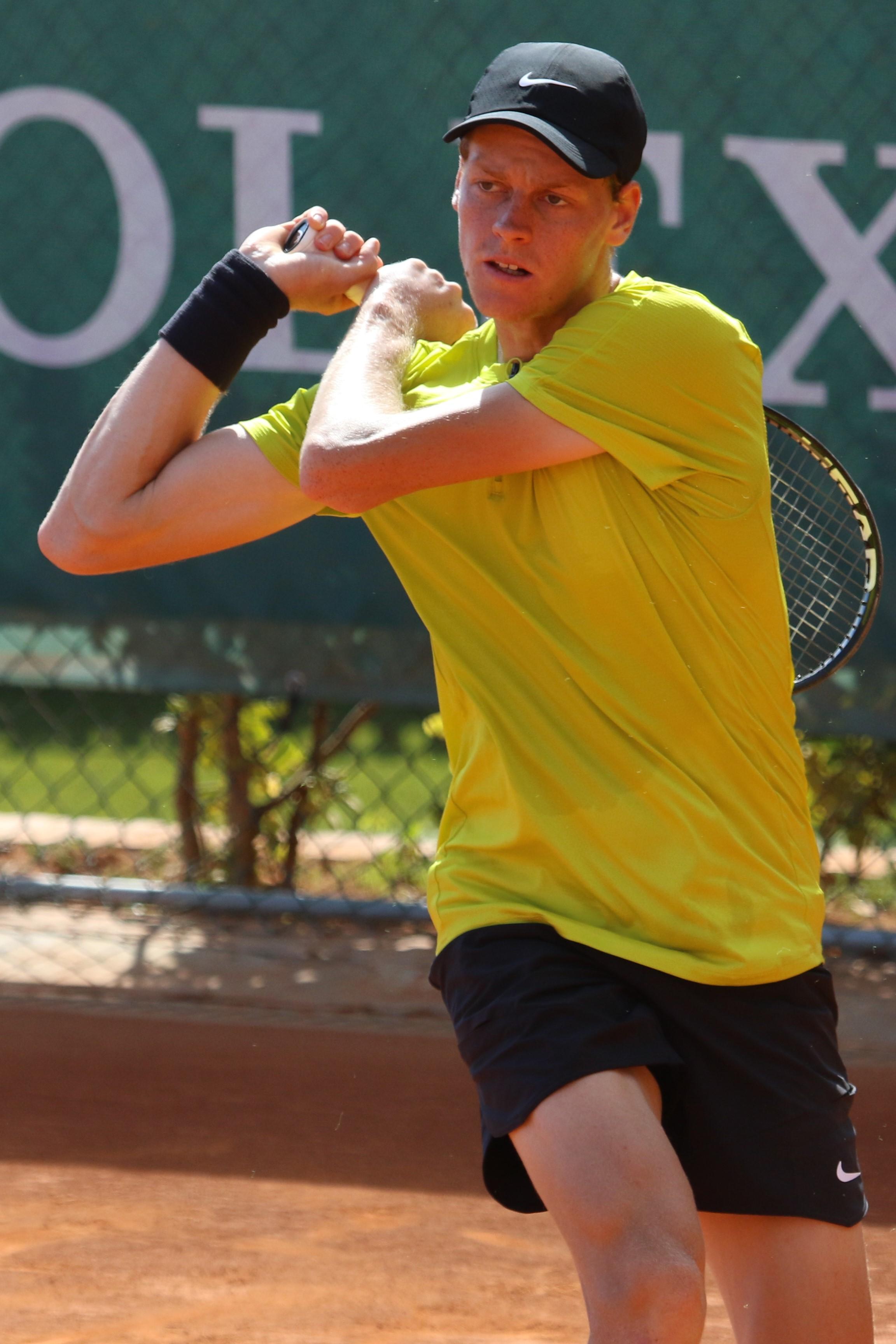
2023年モンテカルロ・マスターズでのヤニック・シナー

4月、モンテカルロ・マスターズでは3回戦でホベルト・ホルカシュを3-6, 7-6(6), 6-1、準々決勝でロレンツォ・ムゼッティを6-2, 6-2で下して初のベスト4進出。準決勝ではホルガ・ルーネに6-1, 5-7, 5-7で敗れた。バルセロナ・オープンでは体調不良のため準々決勝の試合前に棄権した。
5月、BNLイタリア国際では4回戦でフランシスコ・セルンドロに7-6(3), 2-6, 2-6で敗れた。全仏オープンでは第8シードとして出場するも、2回戦でダニエル・アルトマイアーに7-6(0), 6-7(7), 6-1, 6-7(4), 5-7のフルセットの末に敗退。
6月、芝シーズンになり、リベマ・オープンとテラ・ヴォートマン・オープンでは両大会ともに準々決勝進出するも、それぞれエーミル・ルースヴオリとアレクサンダー・ブブリクに敗れた。
7月、ウィンブルドン選手権では第8シードで出場して、初のベスト4進出を果たす。準決勝では第2シードかつ前年度覇者のジョコビッチに3-6, 4-6, 6-7(4)のストレートで敗れた。
8月、ナショナル・バンク・オープンでは2回戦で同胞のマッテオ・ベレッティーニを6-4, 6-3、3回戦ではアンディ・マレー（不戦勝）、準々決勝でガエル・モンフィスを6-4, 4-6, 6-3、準決勝でトミー・ポールを6-4, 6-4で下して自身3度目となるマスターズ決勝進出を果たす。決勝ではアレックス・デミノーを6-4, 6-1のストレートで下してマスターズ初優勝を達成し、世界ランキングを自己最高の6位に更新。ウエスタン・アンド・サザン・オープンではドゥシャン・ラヨビッチに4-6, 6-7(4)のストレートで初戦敗退。
9月、全米オープンでは第6シードとして出場。2回戦ではロレンツォ・ソネゴを6-4, 2-6, 6-4、3回戦ではワウリンカを6-3, 2-6, 6-4, 6-2で勝利するも、4回戦では第12シードのアレクサンダー・ズベレフに4-6, 6-3, 2-6, 6-4, 3-6のフルセットで敗れた。
10月、チャイナ・オープンでは準々決勝でグリゴール・ディミトロフを6-4, 3-6, 6-2、準決勝でアルカラスを7-6(4), 6-1で破り、決勝進出。決勝ではメドベージェフを7-6(2), 7-6(2)のストレートで下して、ツアー9勝目を挙げた。上海マスターズでは4回戦でベン・シェルトンに6-2, 3-6, 6-7(5)で敗れたが、続くエルステ・バンク・オープンでは1回戦でシェルトンを7-6(2), 7-5のストレートで下して、リベンジを果たした。そのまま準決勝でアンドレイ・ルブレフを7-5, 7-6(5)で破り、決勝でメドベージェフを7-6(7), 4-6, 6-3で破り、ツアー10勝目を挙げた。
11月、パリ・マスターズでは3回戦のアレックス・デミノー戦を前に棄権した。レースランキング4位で迎えた2023年ATPファイナルズではグループステージで第1試合でチチパスを6-4, 6-4、第2試合でジョコビッチを7-5, 6-7(5), 7-6(2)、第3試合でルーネを6-2, 5-7, 6-4で全勝で決勝トーナメント進出。決勝トーナメントではメドベージェフを6-3, 6-7(4), 6-1で下して、決勝進出。決勝ではジョコビッチに3-6, 3-6のストレートでリベンジされ、初の準優勝飾った。
2023年デビスカップではデビスカップイタリア代表として参戦して、決勝でデビスカップオーストラリア代表のデミノーを6-3, 6-0のストレートで下して、イタリアの47年ぶりの優勝に貢献した。年間最終ランキングは4位。

### 2024年 全豪・全米初優勝 ツアー通算200勝 デビス杯2連覇 世界1位

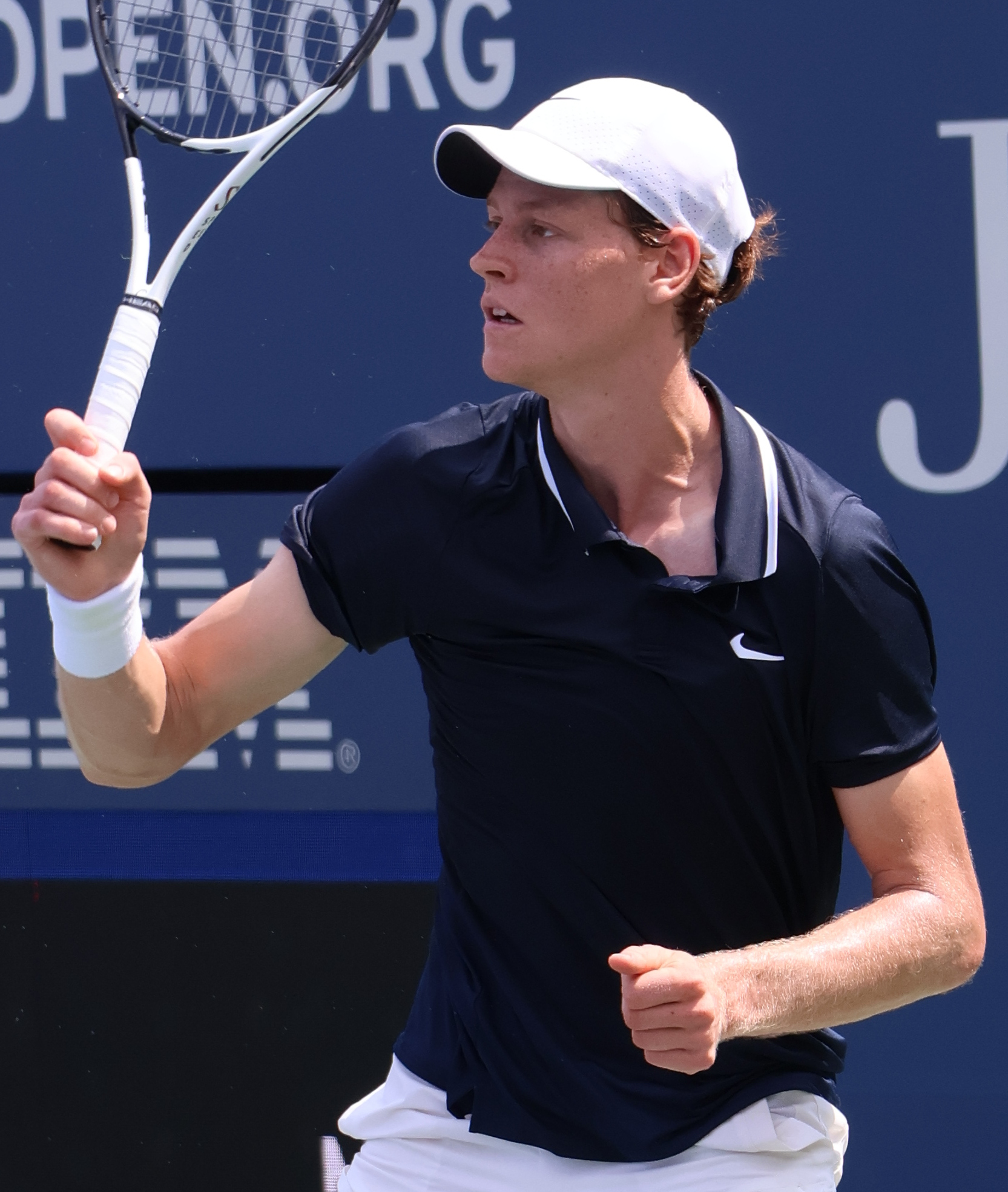
2024年全米オープンでのヤニック・シナー(1)

1月、全豪オープンに第4シードとして出場。最高成績が2022年のベスト8となっていたが、今大会は好調を維持し、1回戦から準々決勝までセットを落とさずに準々決勝で第5シードのアンドレイ・ルブレフを6-4, 7-6(5), 6-3のストレートで破り、大会初のベスト4入りすると、準決勝で第1シードのノバク・ジョコビッチに1セット落とすもののを6-1, 6-2, 6-7(6), 6-3で破り、四大大会初の決勝に駒を進めた。決勝では第3シードのダニール・メドベージェフを3-6, 3-6, 6-4, 6-4, 6-3の大逆転で破り3時間半を超える試合を制して四大大会初優勝を飾った。さらにイタリア人として1968年のオープン化以降では初となる全豪オープンのシングルスタイトルを手にした。
2月、第1シードとして出場したABNアムロ・オープンでは決勝進出。決勝では第5シードのアレックス・デミノーを7-5, 6-4のストレートで下して、今季無傷の15連勝。さらに今大会でツアー通算200勝を記録し、ツアー12勝目を挙げ、イタリア人として史上初の世界ランキング3位を更新。
3月、BNPパリバ・マスターズではベスト4入り。準決勝で第2シードのカルロス・アルカラスに6-1, 3-6, 2-6の逆転で敗れたが、続くマイアミ・オープンでは準決勝で第2シードのメドベージェフを1-6, 2-6のストレートで下し、決勝で第11シードのグリゴール・ディミトロフを6-3, 6-1のストレートで勝利し、自身2度目のATPマスターズ1000優勝を獲得した。さらに大会後にはイタリア人として初の世界ランキング2位を更新した。
4月、モンテカルロ・マスターズでは2回戦でセバスチャン・コーダを6-1, 6-2、3回戦でヤン＝レナード・ストルフを6-4, 6-2
でそれぞれストレートで下してベスト8進出。準々決勝で第7シードのホルガ・ルーネを6-4, 6-7(6), 6-3で下して、ベスト4入りするも、準決勝で第12シードのステファノス・チチパスに4-6, 6-3, 4-6で敗れた。
5月、マドリード・オープンでは4回戦でカレン・ハチャノフを5-7, 6-3, 6-3の逆転で破り、ベスト8進出するも、準々決勝でのフェリックス・オジェ＝アリアシム戦を前に腰の負傷により、棄権。
6月、全仏オープンでは第2シードとして出場。準々決勝では第10シードのディミトロフを6-2, 6-4, 7-6(3)のストレートで下して、大会初のベスト4進出を果たした。また、この試合中に第1シードのジョコビッチが準々決勝の棄権を表明し、大会後にイタリア人男子史上初の世界ランキング1位に立つことが決まった。準決勝では第3シードのアルカラスに6-2, 3-6, 6-3, 4-6, 3-6のフルセットの激戦の末に敗れた。ハレ・オープンでは決勝でホベルト・ホルカシュに6-7(8), 6-7(2)の接戦で下し、ツアー14勝目を挙げた。
7月、ウィンブルドン選手権では第1シードとして出場し、2回戦でマッテオ・ベレッティーニを7-6(3), 7-6(4), 2-6, 7-6(4)の熱戦で2021年準優勝者の同胞対決を制し、3回戦ではミオミル・キツマノビッチを6-1, 6-4, 6-2のストレートで破り、4回戦で第14シードのベン・シェルトンを6-2, 6-4, 7-6(9)のストレートで下して、ベスト8入りするも、準々決勝で第5シードのメドベージェフに7-6(7), 4-6, 6-7(4), 6-2, 3-6のフルセットの末に敗れた。
8月、昨年初優勝を飾ったナショナル・バンク・オープンでは準々決勝でアンドレイ・ルブレフに3-6, 6-1, 2-6で敗退したが、ウエスタン・アンド・サザン・オープン準々決勝ではルブレフと再戦し、4-6, 7-5, 6-4で下し、リベンジを果たした。準決勝ではアレクサンダー・ズベレフを7-6(9), 5-7, 7-6(4)で破り、決勝進出。決勝ではフランシス・ティアフォーを7-6(4), 6-2のストレートで勝利し、マスターズ3勝目を挙げた。また8月には、3月に行った薬物検査でクロステボルの陽性反応が2回示されたことが公表されたが、シナーは不正行為は意図していない旨の異議申し立てを行い認められたため、暫定的な出場停止は回避され出場を続行した。

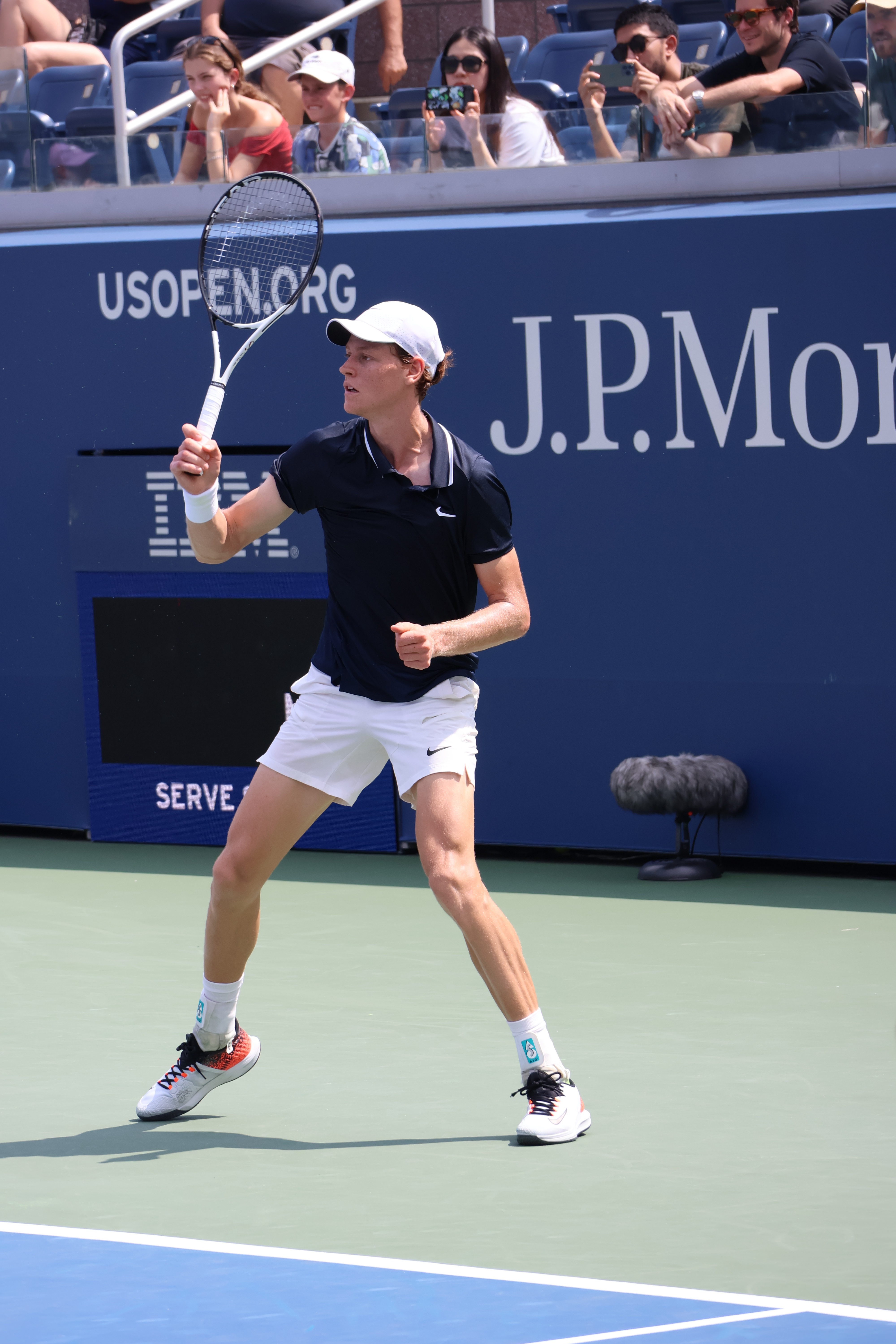
2024年全米オープンでのヤニック・シナー(2)

9月、全米オープンでは第1シードとして出場。準々決勝では第5シードのメドベージェフを6-2, 1-6, 6-1, 6-4で下して、大会初のベスト4進出。準決勝では第25シードのジャック・ドレイパーを7-5, 7-6(3), 6-2のストレートで破り、決勝進出。決勝では第12シードのテイラー・フリッツを6-3, 6-4, 7-5のストレートで下し、大会初優勝を飾り、全豪オープンに続き、今季グランドスラム2冠を達成した。
10月、チャイナ・オープンでは第1シードとして出場し、決勝進出。決勝では第2シードのアルカラスとの熱戦（7-6(6), 4-6, 6-7(3)）の末に逆転で敗れ、準優勝となったが、上海マスターズでは第1シードとして出場して、順当に決勝進出。決勝では第4シードのジョコビッチを7-6(4), 6-3のストレートで下して、大会初制覇を果たして、マスターズ4勝目及びツアー17勝目を挙げた。
11月、2024年ATPファイナルズにはレースランキング1位として出場。「イリ・ナスターゼグループ」に割り振られ、グループステージではメドベージェフを6-3, 6-4、フリッツを6-4, 6-4、デミノーを6-3, 6-4で下して、予選1位で決勝トーナメント進出。準決勝ではキャスパー・ルードを6-1, 6-2で破り、決勝ではフリッツを6-4,  6-4で勝利して、全試合ストレートで勝ち上がり、ATPファイナルズ初優勝を果たした。
2024年デビスカップではデビスカップイタリア代表のエースとしてシングルスとダブルス両方で活躍し、準決勝ではデビスカップオーストラリア代表のデミノーを6-3, 6-4のストレートで下して、決勝進出。決勝ではデビスカップオランダ代表のタロン・フリークスポールを7-6(2), 6-2のストレートで下して、イタリア代表の2連覇に貢献し、
年間最終ランキング1位のキャリアベストシーズンに花を添えた。

### 2025年 全豪2連覇 全仏準優勝 ウィンブルドン初優勝
1月、全豪オープンでは第1シードとして出場し、全試合をロッド・レーバー・アリーナでプレーする。1回戦ではニコラス・ジャリーを7-6(2), 7-6(5), 6-1、2回戦ではトリスタン・スクールケイトを4-6, 6-4, 6-1, 6-3、3回戦ではマルコス・ギロンを6-3, 6-4, 6-2、4回戦では第13シードのホルガ・ルーネを6-3, 3-6, 6-3, 6-2でそれぞれ下して、順当にベスト8進出。準々決勝では第8シードのアレックス・デミノーを6-3, 6-2, 6-1のストレートで破り、ベスト4進出。準決勝では第21シードのベン・シェルトンを7-6(2), 6-2, 6-2で下して2年連続決勝進出。決勝では第2シードのアレクサンダー・ズベレフを6-2, 7-6(4), 6-2のストレートで完勝し、同大会2連覇を達成するとともに、グランドスラムで3度目の優勝を飾った。
2月15日、世界アンチ・ドーピング機構(WADA)は昨年3月の検査でクロステボルの陽性反応を示したことによる3ヶ月間の出場停止期間を受け入れることでシナーと合意したことを発表した。
5月、BNLイタリア国際では2月9日〜5月4日まで約3ヵ月の出場停止処分を終え、母国イタリアで開催される今大会から復帰することとなった。同大会に出場するのは2年ぶり6度目で、最高成績は2022年のベスト8となっていたが、今大会は初戦の2回戦でマリアーノ・ナヴォーネを6-3, 6-4、3回戦でイェスパー・デ・ヨングを6-4, 6-2、4回戦でフランシスコ・セルンドロを7-6(2), 6-3、準々決勝でキャスパー・ルードを6-0, 6-1、準決勝でトミー・ポールを1-6, 6-3,6-0でそれぞれ下し、決勝へ駒を進め、約4ヵ月ぶりの復帰大会で優勝に王手をかけた。決勝でカルロス・アルカラスに6-7(5), 1-6のストレートで敗れ、準優勝となったものの、試合後に「全てにおいて想像以上だった」と語った。

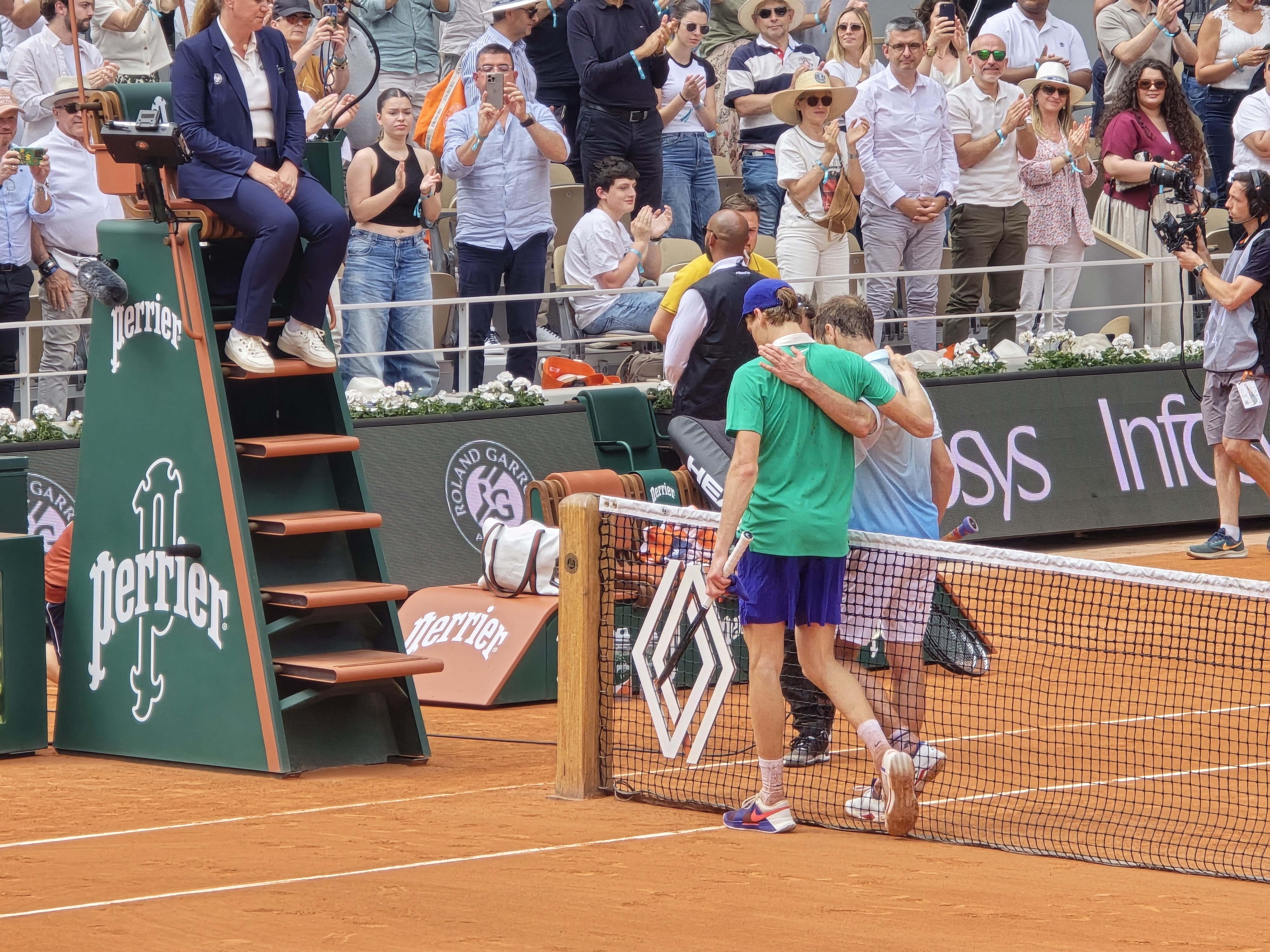
2025年全仏オープンでのヤニック・シナー(左)と引退となるリシャール・ガスケ(右)

6月、全仏オープンでは第1シードとして出場。1回戦でアーサー・リンダークネッシュを6-4, 6-3, 7-5、2回戦で今大会で引退を公表し、ワイルドカードで出場したリシャール・ガスケを6-3, 6-0, 6-4、3回戦でイジー・レヘチカを6-0, 6-1, 6-2、4回戦で第17シードのアンドレイ・ルブレフを6-1, 6-3, 6-4、準々決勝でアレクサンダー・ブブリクを6-1, 7-5, 6-0、準決勝で第6シードのノバク・ジョコビッチを6-4, 7-5, 7-6(3)、いずれもストレートで下し、初の決勝進出を果たすとともに、初優勝に王手をかけた。決勝では第2シードのアルカラスに6-4, 7-6 (4), 4-6, 6-7 (3), 6-7 (2)の同大会の決勝史上最長となる5時間29分に及ぶ死闘の末に逆転で敗れ、準優勝となった。表彰式でシナーは「持てる全てを出し切った」「今は辛い」と語った。

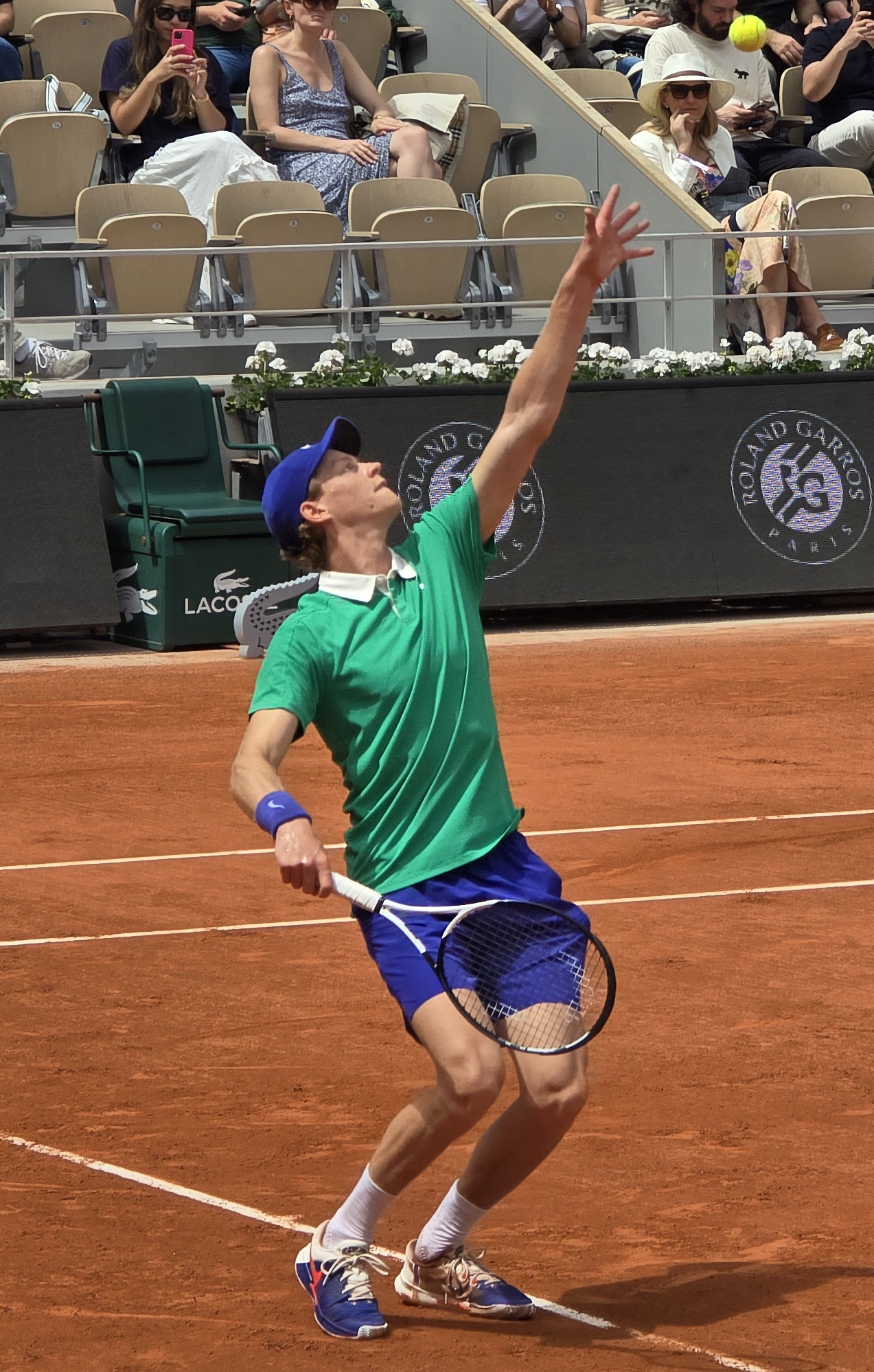
2025年全仏オープンでのヤニック・シナー

芝シーズンとなり、3年連続3度目の出場となり、昨年は優勝を飾っているテラ・ヴォートマン・オープンでは第1シードとして出場。1回戦ではヤニック・ハンフマンを7-5, 6-3のストレートで破り、初戦突破するも、2回戦ではブブリクに6-3, 3-6, 4-6の逆転で敗れた。

7月、ウィンブルドン選手権では1回戦でルカ・ナルディを6-4, 6-3, 6-0、2回戦でアレクサンダー・ブキッチを6-1, 6-1, 6-3、3回戦でペドロ・マルティネスを6-1, 6-3, 6-1のストレートでそれぞれ下して、4回戦で第19シードのグリゴール・ディミトロフと対戦。今大会圧倒的な強さを見せていたシナーだったが、3-6, 5-7の2セットダウンとなり、後がなくなるも、第3セットのゲームカウント2-2の第4ゲームでサービスエースを放ちキープに成功したディミトロフが、サービスを放った直後に右胸付近を負傷。そのまま試合続行が不可能となったディミトロフは途中棄権を余儀なくされ、まさかの幕切れでシナーが4年連続4度目のベスト8に駒を進めた。試合後、シナーは「これを勝利だとは全く思っていない」と語った。この試合の序盤でシナーは転倒して右肘を負傷。試合中にメディカルタイムアウトも取得し、試合後の会見ではサーブとフォアハンドの際にかなり痛みがあったと明かし、8日にMRI検査を受け、検査を受けた後、屋内のハードコートで軽めの調整を行っていた。状態が心配される中、準々決勝で第10シードのシェルトンを7-6(2), 6-4, 6-4のストレートで破り、2023年以来、2年ぶりとなるベスト4進出を果たした。準決勝では第6シードのジョコビッチを6-3, 6-3, 6-4のストレートで下し、初の決勝進出を果たすとともに、初優勝に王手をかけた。また、四大大会では4大会連続5度目の決勝進出となった。試合後の会見では過去に苦戦してきたジョコビッチとの対戦を振り返りながら自身の成長を語った他、先月の全仏オープン決勝で敗れた悔しさから「かなり練習した」と明かした。決勝で第2シードのアルカラスを4-6, 6-4, 6-4, 6-4の逆転で下して初優勝を飾るとともに、四大大会で4度目のタイトルを獲得した。また、先月の全仏オープン決勝で5時間29分に及ぶフルセットの死闘の末に敗れていたが、今大会で雪辱を果たす形となった。表彰式でシナーは「夢のような感じだ」と語り、アルカラスもシナーの初優勝を祝福した。試合後の会見でシナーは喜びを語り、「最高の気分だ。参加することを夢見ていた大会で、トロフィーを持ってここに座っている。最高の気分だよ」と述べた。また、アルカラス自身も試合後の会見で決勝のシナーのプレーについて「本当に素晴らしかった。全く驚きはない。彼がこういうプレーをすることは分かっていた。シナーとライバル関係を築けていることもとても嬉しく思っている。僕たちにとって、テニス界にとっても素晴らしいことだと思う」とシナーのプレーとライバル関係についても言及した。

## プレースタイル
コート上での冷静な様や、オールラウンドなプレースタイルは、ロジャー・フェデラーと比較されることもある。ジョン・マッケンローからは「10年間で最も才能のある若手の一人」と評され、クリス・エバートからは精神的な成熟を称賛されている。
スピン量の多いバックハンドストロークが武器の一つだが、これにはスキーの経験が活きているかもしれないと言及している。

## 主要大会決勝

### グランドスラム

#### シングルス：5（優勝4回,準優勝1回）
| 結果   | 年     | 大会           | サーフェス | 対戦相手                 | スコア                                  |
| ------ | ------ | -------------- | ---------- | ------------------------ | --------------------------------------- |
| 優勝   | 2024年 | 全豪オープン   | ハード     | ダニール・メドベージェフ | 3-6, 3-6, 6-4, 6-4, 6-3                 |
| 優勝   | 2024年 | 全米オープン   | ハード     | テイラー・フリッツ       | 6-3, 6-4, 7-5                           |
| 優勝   | 2025年 | 全豪オープン   | ハード     | アレクサンダー・ズベレフ | 6-3, 7-6(7-4), 6-3                      |
| 準優勝 | 2025年 | 全仏オープン   | クレー     | カルロス・アルカラス     | 6-4, 7-6(7-4), 4-6, 6-7(3-7), 6-7(2-10) |
| 優勝   | 2025年 | ウィンブルドン | 芝         | カルロス・アルカラス     | 4-6, 6-4, 6-4, 6-4                      |

### ATPファイナルズ

#### シングルス：2（優勝1回, 準優勝1回）
| 結果   | 年     | 大会   | サーフェス    | 対戦相手             | スコア   |
| ------ | ------ | ------ | ------------- | -------------------- | -------- |
| 準優勝 | 2023年 | トリノ | ハード (室内) | ノバク・ジョコビッチ | 3-6, 3-6 |
| 優勝   | 2024年 | トリノ | ハード (室内) | テイラー・フリッツ   | 6-4, 6-4 |

### ATPマスターズ1000

#### シングルス：8（優勝4回, 準優勝4回）
| 結果   | 年     | 大会         | サーフェス | 対戦相手                 | スコア        |
| ------ | ------ | ------------ | ---------- | ------------------------ | ------------- |
| 準優勝 | 2021年 | マイアミ     | ハード     | フベルト・フルカチュ     | 6-7(4-7), 4-6 |
| 準優勝 | 2023年 | マイアミ     | ハード     | ダニール・メドベージェフ | 5-7, 3-6      |
| 優勝   | 2023年 | トロント     | ハード     | アレックス・デミノー     | 6-4, 6-1      |
| 優勝   | 2024年 | マイアミ     | ハード     | グリゴール・ディミトロフ | 6-3, 6-1      |
| 優勝   | 2024年 | シンシナティ | ハード     | フランシス・ティアフォー | 7-6(7-4), 6-2 |
| 優勝   | 2024年 | 上海         | ハード     | ノバク・ジョコビッチ     | 7-6(7-4), 6-3 |
| 準優勝 | 2025年 | ローマ       | クレー     | カルロス・アルカラス     | 6-7(5-7), 1-6 |
| 準優勝 | 2025年 | シンシナティ | ハード     | カルロス・アルカラス     | 0-5 途中棄権  |

## ATPツアー決勝進出結果

### シングルス：28回（20勝8敗）
| 大会グレード                    |
| グランドスラム (4–1)            |
| ATPファイナルズ (1–1)           |
| ATPツアー・マスターズ1000 (4–4) |
| ATPツアー500 (5–2)              |
| ATPツアー250 (6–0)              |

| サーフェス    |
| ハード (17–6) |
| クレー (1–2)  |
| 芝 (2–0)      |

| 結果   | No. | 日時           | 大会           | サーフェス    | 対戦相手                   | スコア                                  |
| ------ | --- | -------------- | -------------- | ------------- | -------------------------- | --------------------------------------- |
| 優勝   | 1.  | 2020年11月14日 | ソフィア       | ハード (室内) | バセク・ポシュピシル       | 6-4, 3-6, 7-6(7-3)                      |
| 優勝   | 2.  | 2021年2月7日   | メルボルン     | ハード        | ステファノ・トラヴァーリャ | 7-6(7-4), 6-4                           |
| 準優勝 | 1.  | 2021年4月4日   | マイアミ       | ハード        | フベルト・フルカチュ       | 6-7(4-7), 4-6                           |
| 優勝   | 3.  | 2021年8月8日   | ワシントンD.C. | ハード        | マッケンジー・マクドナルド | 7-5, 4-6, 7-5                           |
| 優勝   | 4.  | 2021年10月3日  | ソフィア       | ハード (室内) | ガエル・モンフィス         | 6-3, 6-4                                |
| 優勝   | 5.  | 2021年10月24日 | アントワープ   | ハード (室内) | ディエゴ・シュワルツマン   | 6-2, 6-2                                |
| 優勝   | 6.  | 2022年7月31日  | ウマグ         | クレー        | カルロス・アルカラス       | 6-7(5-7), 6-1, 6-1                      |
| 優勝   | 7.  | 2023年2月12日  | モンペリエ     | ハード (室内) | マクシム・クレシー         | 7-6(7-3), 6-3                           |
| 準優勝 | 2.  | 2023年2月19日  | ロッテルダム   | ハード (室内) | ダニール・メドベージェフ   | 7-5, 2-6, 2-6                           |
| 準優勝 | 3.  | 2023年4月2日   | マイアミ       | ハード        | ダニール・メドベージェフ   | 5-7, 3-6                                |
| 優勝   | 8.  | 2023年8月13日  | トロント       | ハード        | アレックス・デミノー       | 6-4, 6-1                                |
| 優勝   | 9.  | 2023年10月4日  | 北京           | ハード        | ダニール・メドベージェフ   | 7-6(7-2), 7-6(7-2)                      |
| 優勝   | 10. | 2023年10月29日 | ウィーン       | ハード (室内) | ダニール・メドベージェフ   | 7-6(9-7), 4-6, 6-3                      |
| 準優勝 | 4.  | 2023年11月19日 | トリノ         | ハード (室内) | ノバク・ジョコビッチ       | 3-6, 3-6                                |
| 優勝   | 11. | 2024年1月28日  | 全豪オープン   | ハード        | ダニール・メドベージェフ   | 3-6, 3-6, 6-4, 6-4, 6-3                 |
| 優勝   | 12. | 2024年2月18日  | ロッテルダム   | ハード (室内) | アレックス・デミノー       | 7-5, 6-4                                |
| 優勝   | 13. | 2024年3月31日  | マイアミ       | ハード        | グリゴール・ディミトロフ   | 6-3, 6-1                                |
| 優勝   | 14. | 2024年6月23日  | ハレ           | 芝            | フベルト・フルカチュ       | 7-6(10-8), 7-6(7-2)                     |
| 優勝   | 15. | 2024年8月19日  | シンシナティ   | ハード        | フランシス・ティアフォー   | 7-6(7-4), 6-2                           |
| 優勝   | 16. | 2024年9月9日   | 全米オープン   | ハード        | テイラー・フリッツ         | 6-3, 6-4, 7-5                           |
| 準優勝 | 5.  | 2024年10月2日  | 北京           | ハード        | カルロス・アルカラス       | 7-6(8-6), 4-6, 6-7(3-7)                 |
| 優勝   | 17. | 2024年10月13日 | 上海           | ハード        | ノバク・ジョコビッチ       | 7-6(7-4), 6-3                           |
| 優勝   | 18. | 2024年11月17日 | トリノ         | ハード (室内) | テイラー・フリッツ         | 6-4, 6-4                                |
| 優勝   | 19. | 2025年1月26日  | 全豪オープン   | ハード        | アレクサンダー・ズベレフ   | 6-3, 7-6(7-4), 6-3                      |
| 準優勝 | 6.  | 2025年5月19日  | ローマ         | クレー        | カルロス・アルカラス       | 6-7(5-7), 1-6                           |
| 準優勝 | 7.  | 2025年6月8日   | 全仏オープン   | クレー        | カルロス・アルカラス       | 6-4, 7-6(7-4), 4-6, 6-7(3-7), 6-7(2-10) |
| 優勝   | 20. | 2025年7月14日  | ウィンブルドン | 芝            | カルロス・アルカラス       | 4-6, 6-4, 6-4, 6-4                      |
| 準優勝 | 8.  | 2025年8月19日  | シンシナティ   | ハード        | カルロス・アルカラス       | 0-5 途中棄権                            |

## 成績
略語の説明
| W | F | SF | QF | #R | RR | Q# | LQ | A | Z# | PO | G | S | B | NMS | P | NH |

W=優勝, F=準優勝, SF=ベスト4, QF=ベスト8, #R=#回戦敗退, RR=ラウンドロビン敗退, Q#=予選#回戦敗退, LQ=予選敗退, A=大会不参加, Z#=デビスカップ/BJKカップ地域ゾーン, PO=デビスカップ/BJKカッププレーオフ, G=オリンピック金メダル, S=オリンピック銀メダル, B=オリンピック銅メダル, NMS=マスターズシリーズから降格, P=開催延期, NH=開催なし.

### グランドスラム大会
| 大会           | 2019 | 2020 | 2021 | 2022 | 2023 | 2024 | 2025 | 通算成績 |
| -------------- | ---- | ---- | ---- | ---- | ---- | ---- | ---- | -------- |
| 全豪オープン   | A    | 2R   | 1R   | QF   | 4R   | W    | W    | 22–4     |
| 全仏オープン   | A    | QF   | 4R   | 4R   | 2R   | SF   | F    | 22–6     |
| ウィンブルドン | Q1   | NH   | 1R   | QF   | SF   | QF   | W    | 20–4     |
| 全米オープン   | 1R   | 1R   | 4R   | QF   | 4R   | W    |      | 17–5     |
| 合計           | 0-1  | 5-3  | 6-4  | 15-4 | 12-4 | 23-2 | 20-1 | 81–19    |

### 大会最高成績
| 大会                     | 成績 | 年         |
| ------------------------ | ---- | ---------- |
| ATPファイナルズ          | W    | 2024       |
| インディアンウェルズ     | SF   | 2023, 2024 |
| マイアミ                 | W    | 2024       |
| モンテカルロ             | SF   | 2023, 2024 |
| マドリード               | QF   | 2024       |
| ローマ                   | F    | 2025       |
| カナダ                   | W    | 2023       |
| シンシナティ             | W    | 2024       |
| 上海                     | W    | 2024       |
| パリ                     | 3R   | 2023       |
| オリンピック             | A    | 出場なし   |
| デビスカップ             | W    | 2023, 2024 |
| ATPカップ                | RR   | 2022       |
| Next Gen ATPファイナルズ | W    | 2019       |

## ATPチャレンジャーツアー・ITFワールドテニスツアー決勝

### シングルス：7回（5勝2敗）
| 大会グレード                  |
| ATPチャレンジャーツアー (3–1) |
| ITFワールドテニスツアー (2–1) |

| サーフェス別タイトル |
| ハード (4–0)         |
| クレー (1–2)         |
| 芝 (0–0)             |

| 結果   | No. | 日時       | 大会                   | サーフェス    | 対戦相手                   | スコア        |
| ------ | --- | ---------- | ---------------------- | ------------- | -------------------------- | ------------- |
| 準優勝 | 1.  | 2018年8月  | サンタ・クリスティーナ | クレー        | Peter Heller               | 1-6, 3-6      |
| 優勝   | 1.  | 2019年2月  | ベルガモ               | ハード (室内) | ロベルト・マルコーラ       | 6-3, 6-1      |
| 優勝   | 1.  | 2019年3月  | トレント               | ハード (室内) | ジェレミー・ヤーン         | 6-3, 6-4      |
| 優勝   | 2.  | 2019年3月  | プーラ                 | クレー        | アンドレア・ペッレグリーノ | 6-1, 6-1      |
| 準優勝 | 1.  | 2019年5月  | オストラヴァ           | クレー        | カミル・マイフシャク       | 1-6, 0-6      |
| 優勝   | 2.  | 2019年8月  | レキシントン           | ハード        | アレックス・ボルト         | 6-4, 3-6, 6-4 |
| 優勝   | 3.  | 2019年11月 | オルティゼーイ         | ハード (室内) | ゼバスティアン・オフナー   | 6-2, 6-4      |

### ダブルス：1回（1勝0敗）
| 大会グレード                  |
| ATPチャレンジャーツアー (0–0) |
| ITFワールドテニスツアー (1–0) |

| サーフェス別タイトル |
| ハード (0–0)         |
| クレー (1–0)         |
| 芝 (0–0)             |

| 結果 | No. | 日時      | 大会                   | サーフェス | パートナー       | 対戦相手                        | スコア        |
| ---- | --- | --------- | ---------------------- | ---------- | ---------------- | ------------------------------- | ------------- |
| 優勝 | 1.  | 2018年8月 | サンタ・クリスティーナ | クレー     | Giacomo Dambrosi | マキシム・モラ Nicolò Turchetti | 6-2, 7-6(7-4) |

## Next Gen ATPファイナルズ
| 結果 | 年     | 大会   | サーフェス    | 対戦相手             | スコア        |
| ---- | ------ | ------ | ------------- | -------------------- | ------------- |
| 優勝 | 2019年 | ミラノ | ハード (室内) | アレックス・デミノー | 4-2, 4-1, 4-2 |

## 対トップ10経験者戦績
1位経験者は太字で表示
- ダニール・メドベージェフ: 8-7
- カルロス・アルカラス: 5-9
- ノバク・ジョコビッチ: 6-4
- ラファエル・ナダル: 0-3
- アンディ・マリー: 1-1
- マリン・チリッチ: 1-0
- ステファノス・チチパス: 3-6
- アンドレイ・ルブレフ: 7-3
- スタン・ワウリンカ: 4-2
- アレクサンダー・ズベレフ: 3-4
- アレックス・デミノー: 10-0
- ガエル・モンフィス: 5-1
- リシャール・ガスケ: 4-0
- フベルト・フルカチュ: 3-2
- ホルガ・ルーネ: 3-2
- グリゴール・ディミトロフ: 5-1
- カレン・ハチャノフ: 4-1
- パブロ・カレーニョ・ブスタ: 1-2
- テイラー・フリッツ: 4-1
- フェリックス・オジェ＝アリアシム: 1-2
- ダビド・ゴファン: 2-0
- デニス・シャポバロフ: 0-1
- キャスパー・ルード: 4-0
- トミー・ポール: 4-1
- フランシス・ティアフォー: 4-1
- ジャック・ドレイパー: 1-1
- マッテオ・ベレッティーニ: 2-0
- ロレンツォ・ムゼッティ: 2-0
- ベン・シェルトン: 6-1

*2025年8月15日現在の統計